# مارتين روجرز
مارتين روجرز (بالإنجليزية: Martyn Rogers)‏ (26 يناير 1960 - 29 فبراير 1992) هو لاعب كرة قدم بريطاني في مركز الظهير. لعب مع مانشستر يونايتد.

## وصلات خارجية
- مارتين روجرز على موقع قاعدة بيانات كرة القدم.إي يو (الإنجليزية)
- مارتين روجرز على موقع عالم كرة القدم.نت (الإنجليزية)